# Пашково (Білохолуницький район)
Па́шково (рос. Пашково) — присілок у складі Білохолуницького району Кіровської області, Росія. Входить до складу Всіхсвятського сільського поселення.
Населення поселення становить 2 особи (2010, 4 у 2002).
Національний склад станом на 2002 рік — росіяни 100 %.